# Rüsseina
Rüsseina (historisch auch Rüßeina) ist ein Gemeindeteil der sächsischen Stadt Nossen im Landkreis Meißen.

## Geografie
Rüsseina liegt etwa 6 Kilometer nordnordwestlich von Nossen in der Mitte Sachsens.
Nachbarorte von Rüsseina sind Stahna im Norden, Mutzschwitz und Höfgen im Nordosten, Noßlitz und Klessig im Osten, Starbach im Süden, Choren im Südwesten, Priesen und Leschen im Westen sowie Maltitz und Markritz im Nordwesten.
| Markritz Maltitz | Stahna                                      | Höfgen          |
| Leschen Priesen  | Kompassrose, die auf Nachbargemeinden zeigt | Noßlitz Klessig |
| Choren           | Starbach                                    | Saultitz Wolkau |

## Geschichte

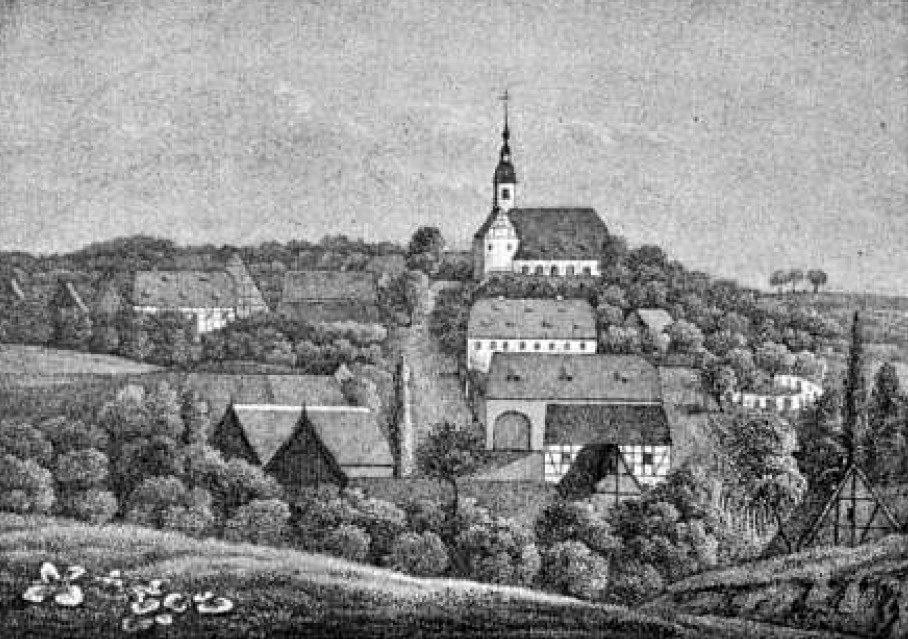
Rüsseina um 1840

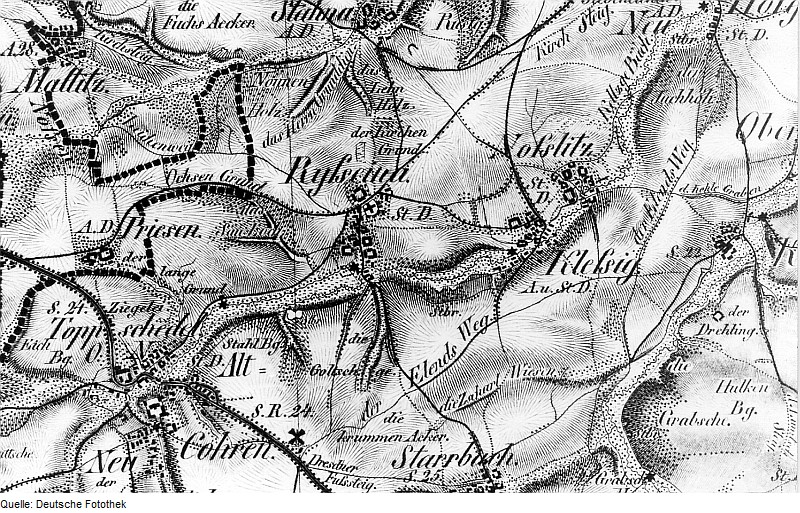
Rüsseina auf einer Karte von Hermann Oberreit (vor 1843)

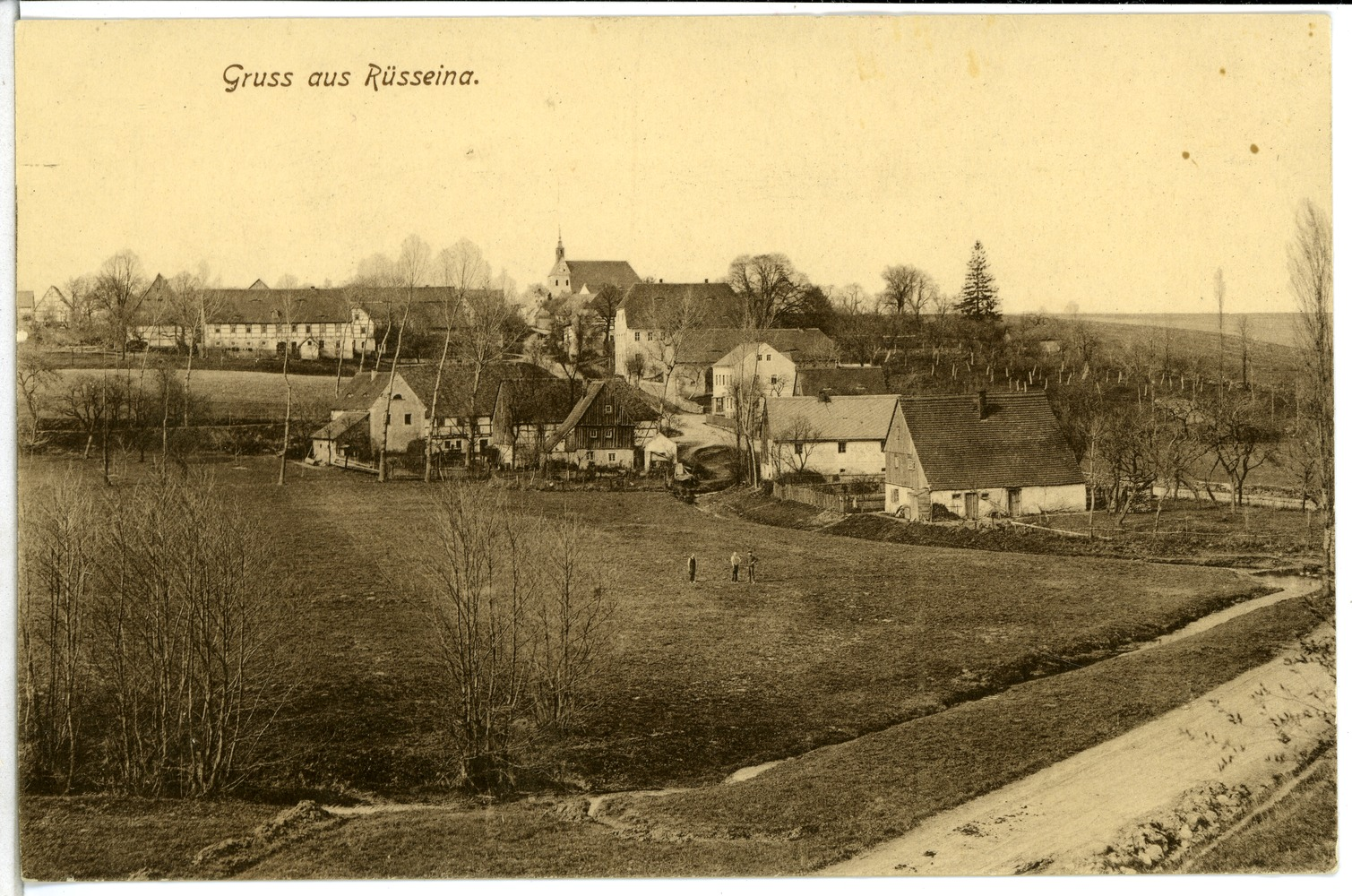
Rüsseina 1903

Bereits 1090 wird Rocina als Pfründe des Doms zu Meißen erwähnt. Die erste belegte Ortsnamenform datiert von 1319 als Russyn. August Schumann nennt 1822 im Staats-, Post- und Zeitungslexikon von Sachsen Rüsseina betreffend u. a.:
„liegt […] in einer fruchtbaren und angenehmen, auch mehrere Aussichten ins Niederland darbietenden, hügeligen Gegend. Der Ort hat mit Kleßig zusammen 22 Hufen und in 60 Häusern gegen 350 Bewohner; […]. In Rüßeina sowohl, als in Kleßig, ist eine Wassermühle, und in ersterem ein Wirthshaus. Das Dorf ist in Wohlstand, und daher gut gebaut. […] Der Ort gehörte im J. 1264 laut handschriftl. Urkunden dem Ritter Albert v. Rysseynitz.“
In die hiesige Kirche waren über 25 umliegende Orte gepfarrt, was zu ständigen Klagen über die Enge des Kirchbaus führte. Aufgrund dessen fiel der Entschluss eines Neubaus. Während das alte Kirchenschiff in West für Gottesdienste vorerst stehenblieb, wurde 1782–86 östlich an den vorhandenen Turm ein zweites, größeres in der Form eines Saalbaus angebaut – dadurch ist der First des Kirchenschiffs lediglich ca. 1 Meter niedriger als der des Turms. Zwei große Stützmauern am Turm zeugen noch heute vom abgetragenen Langhaus auf der Westseite. Der imposante Kirchraum bietet über 1.200 Menschen Platz. Die Renaissancegestaltung des Turmgiebels stammt von Umbauarbeiten aus dem 16. Jahrhundert.
Der Kirchturm beherbergt ein vierstimmiges Geläut von 1826, 1880, und zweimal von 1887. Bis auf die kleine Glocke wurden die anderen drei im Zweiten Weltkrieg zu Kriegszwecken abgenommen und eingeschmolzen. 1955 wurden sie durch Stahlglocken ersetzt.
Zur 100-Jahr-Feier 1885/86 wurde der Innenraum leicht umgestaltet und mit leichter Holzimitationsmalerei versehen. 1785 baute man eine Orgel der Lommatzscher Firma Richter für 900 Taler ein. Diese war jedoch mit Mängeln behaftet, so dass sie 1871 gegen eine neue Orgel der Firma Jehmlich aus Dresden ersetzt wurde. 2005 wurde sie generalüberholt.
Bis ins 19. Jahrhundert blieb die Aufsicht des Domkapitels über die Kirchfahrt Rüsseina erhalten.
1935 wurden Abend, Klessig, Noßlitz, Priesen und Stahna eingemeindet. 1974 folgte Starbach. Zum 1. Januar 1994 wurde aus den damaligen Gemeinden Raußlitz, Rüsseina und Ziegenhain die Gemeinde Ketzerbachtal neugebildet. Mit Auflösung der Gemeinde Ketzerbachtal kam der Ort am 1. Januar 2014 zur Stadt Nossen.

## Entwicklung der Einwohnerzahl
| Jahr    | Einwohnerzahl                                        |
| ------- | ---------------------------------------------------- |
| 1547/51 | 5 besessene Mann, 2 Häusler, 10 Inwohner, 10 ¾ Hufen |
| 1764    | 8 besessene Mann, 5 Gärtner, 8 Häusler, 10 Hufen     |
| 1834    | 208                                                  |
| 1871    | 261                                                  |
| 1890    | 293                                                  |

| Jahr  | Einwohnerzahl |
| ----- | ------------- |
| 1910  | 271           |
| 1925  | 265           |
| 19391 | 698           |
| 19461 | 1065          |
| 19501 | 1068          |

| Jahr  | Einwohnerzahl |
| ----- | ------------- |
| 19641 | 814           |
| 19902 | 828           |
| 19943 | 215           |
| 20003 | 200           |
| 20053 | 213           |

| Jahr  | Einwohnerzahl |
| ----- | ------------- |
| 20103 | 178           |
| 20193 | 172           |

1 mit Abend, Klessig, Noßlitz, Priesen und Stahna

2 mit Abend, Klessig, Noßlitz, Priesen, Stahna und Starbach

3 nur Rüsseina

## Persönlichkeiten
- Walter Schütze (1906–2004), Pädagoge und Hochschullehrer

## Baudenkmale
Siehe Liste der Kulturdenkmale in Rüsseina.